# Potočna zlatovčica
Potočna zlatovčica (znanstveno ime Salvelinus fontinalis) je vrsta postrvi, ki je domorodna v Severni Ameriki, od tam pa so jo razselili po svetu.

## Opis
Potočna postrv je po hrbtu olivno do temno zelene barve, posejane z gostimi rumenimi pegami okrogle oblike. Boki so rumeno bele barve s svetlejšimi pikami, trebuh je bel ali rdečkast. V času drsti je trebuh izrazito rdeče barve. Na hrbtu in repni plavuti ima ta vrsta postrvi temne pege, nekateri primerki pa imajo po celem telesu včasih tudi rdeče pege, ki imajo včasih lahko belo obrobo.
Odrasla potočna postrv doseže običajno med 25 in 65 cm v dolžino in tehta med 0,3 in 3 kg. Najdaljša zabeležena potočna zlatovčica je merila 86 cm in je tehtala 6,6 kg. Povprečna življenjska doba znaša okoli 7 let, v Kaliforniji pa so popisali primerek, star 15 let. Hitrost rasti potočne zlatovčice je pogojena z letnim časom, starostjo, temperaturo vode in zraka ter s hitrostjo vodotoka, v katerem živi. Načeloma ribe rastejo hitreje spomladi, ko je hitrost vodotokov višja, in tudi sicer ribe v hitrejših vodotokih rastejo hitreje.
Hrani se s planktonom, vodnimi nevretenčarji, školjkami, ličinkami vodnih žuželk, veliki primerki pa tudi z ribami.

## Habitat
Potočna zlatovčica poseljuje manjša in večja jezera, potoke, reke in ribnike. Za preživetje potrebuje čisto vodo z visoko vsebnostjo kisika. Najbolj ji ustrezajo vode s pH vrednostjo med 5,0 in 7,5, preživi pa lahko v vodah z vrednostjo med 3,5 in 9,8. Najbolje uspevajo v vodotokih s temperaturami med 1 in 22° C. V poletnih mesecih, ko se voda segreje in vodni tok umiri so prizadeti redvsem veliki primerki.
Drstijo se med septembrom in marcem, spolno pa dozorijo med drugim in tretjim letom starosti, ko dosežejo dolžino med 15 in 30 cm. Ikre samice odlagajo v plitke kotanje na prodnatem dnu, kjer se razvijajo med 95 in 100 dni.